# Biserica fortificată din Alțâna
Biserica evanghelică fortificată din Alțâna, județul Sibiu, a fost construită în secolul XVI, pe locul unei bazilici romanice mult mai vechi. Biserica figurează pe lista monumentelor istorice 2010, cod LMI SB-II-a-A-12310 și are următoarele obiective:
- cod LMI SB-II-m-A-12310.01 - Biserica evanghelică, secolul al XIII-lea, secolul al XV-lea, 1500 - 1520, turn 1853 - 1859;
- cod LMI SB-II-m-A-12310.02 - Incintă fortificată, cu turnuri, arhitectură Zwinger [necesită citare], secolul XV - XVI;
- cod LMI SB-II-m-A-12310.03 - Turn-clopotniță, 1856 - 1858.

## Localitatea
Tradiția orală spune că primii sași ajunși pe aceste meleaguri ar fi fost conduși de zece greavi. Cum fiecare dintre greavi au dorit ca numele localității sa le poarte numele, cu toții au ajuns la soluția ca numele să fie "All Zhenn"(în traducere: toți zece). 
Prima mențiune documentară a localității este din 1291 când apare sub numele de "Olchona", an în care știm că doi dintre membrii puternicei familii de greavi din localitate, Gerlach și Ștefan, cumpără o proprietate. Vreme de câteva secole, Alțâna a fost dominată de această familie. A fost una din cele mai mari comunități săsești din scaunul Nocrich. Acești doi greavi și-au dorit să mute Scaunul  de la Nocrich la Alțâna, fapt menționat în documentele vremii. Unul din documente din 1361 chiar menționează Scaunul de Alțâna pentru ca imediat în 1374 un altul să vorbească de Scaunul din Nocrich.
Localitatea Alțâna aparținea de Scaunul Nocrich, ea fiind un sat liber și se afla pe "Fundus regius", mărturie stând în acest sens participarea din 1349 a greavului Syffridus de  Alzen la adunarea celor Șapte Scaune. În anul 1374 Alțâna număra deja 80 de gospodării.
Lupta pentru ca localitatea Alțâna să  devină centrul administrativ al unui scaun "de Alțâna" s-a dus timp de secole. Astfel în 1532 greavul Johann Gerend din Alțâna îndeplinea funcția de jude regesc la Nocrich, și-a numit în documente satul natal ca centru al Scaunului săsesc de Alțâna. În 1581 sătenii din Nocrich se plângeau lui Cristofor Báthory cum că Petrus Gerendi(rudă al precedentului) a mutat sediul judelui ad oppidum Olczena (în târgul Alțânei). În 1588, Sigismund Báthory  ia decizia ca sediul judelui regesc să fie definitiv localizat la Nocrich și că sătenii Alțânei să-și aleagă singuri judele.
În anul 1589 Alțâna obține dreptul de a-și organiza iarmaroc de două ori pe an, iar între 1592  -  1593 obține  dreptul "lus gladii"
În 1620 se menționează că Universitass Saxorum primește o plângere din partea satului Nocrich cu privire la o nouă mutare a sediului judelui regesc la Alțâna. Alțâna mai avea în anul 1695 în urma războaielor civile  din acel secol, doar 25 de gospodării, 48 de curți abandonate, 8 distruse și 9 văduve.

## Biserica
Se pare că în secolul al XIII-lea fusese construită o bazilică romanică fără turn, dar în 1549, vistieria celor Șapte scaune a cheltuit 6 galbeni pentru 6 butoaie de var destinate lucrărilor întreprinse la biserica evanghelica din Alțâna, ceea ce ar însemna că bazilica a fost transformată în biserica-hală de astăzi în cursul anului următor. În mod similar se crede că și forma alungită a corului existent în ziua de astăzi pe vremuri era pătrat și mult mai mic. Pe peretele vestic al navei sudice există un relief încastrat care-l reprezintă pe Isus binecuvântând, amplasarea sa ducând cu gândul la existența în acel loc a  unei chei de boltă a vechiului cor. Ferestrele acestuia sunt din vitralii colorate, în arc frânt și înguste. Prima sacristie de pe latura nordică a corului afișează doar peretele estic ce are în componență o fereastră. Sacristia a fost mutată în partea de sud în continuarea navei laterale. La intrare se mai păstrează doar o arhivoltă romanică.
În anul 1575, Eufrosina și Jacob Paleologul, urmașii casei  imperiale a Paleologilor bizantini, au donat o placă  din marmură localizată pe stâlpul de sud al arcului triumfal, în amintirea fiicei lor, Despina, decedată la Alțâna. Ea este reprezentată ca  un prunc înfășat, având capul așezat pe o pernă cu ciucuri, având deasupra crengile unei sălcii plângătoare. Sub cor există și lespedea funerară a  mormântului. În cor a existat până în anii 1990 o cristelniță datată din anul 1404 și care purta inscripția "anno domini millessimo CCCCIIII tempore regis Sigismundi". Această cristelniță a fost prelucrată în atelierele marelui meșter Leonhardus, la fel ca mai toate cristelnițele din jurul Sibiului: cea din Catedrala Evanghelică din Sibiu, Șeica Mică, Daia, Sighișoara, Mediaș, Șaeș, Brădeni etc. Deși era păzită, cristelnița a fost furată.
În nava centrală se vede tribuna orgii ce prezintă o balustradă  în stil baroc unde se ajunge prin intermediul unei  scări care vine din nava laterală sudică. Accesul la clopotniță se face prin intermediul unei uși ascunse din spatele orgii. Clopotnița a  fost construită în anul 1856, exact pe locul uneia  demolate în 1853. Clopotnița cea veche avea prevăzute metereze și o galerie de apărare. Turnul de azi are mai multe nivele, clopotele aflându-se la cel de al treilea palier. Marele clopot al bisericii are următoarea inscripție ”o rex glorie veni cum pace”. În clopotniță mai există un clopot, cel intitulat "Clopotul lui Sfântul Ioan", el a fost adus din comuna Unterden, comună desființată mai târziu din cauza intenselor lupte cu turcii. Pământurile sale au fost împărțite, în final, între Alțâna și Nocrich.
Orga a fost construită în anul 1780 de către J. Hahn din Sibiu.
Pe 4 noiembrie 2020 s-a prăbușit tavanul bisericii în zona navei centrale. Stranele, steagurile de breaslă și orga au fost grav avariate. Zona corului cu altarul și frescele expuse au rămas intacte.

## Fotificația
Fortificația este încercuită de un zid de formă ovală care măsoară pe diametru est-vest 75 m, iar pe cel nord-sud 62 m. Nu se știe exact când a fost construită, dar forma circulară a zidurilor indică secolul al XV-lea. Turnul de est, cu trei niveluri, a fost transformat în turn de poartă, cu o intrare boltită și cu o hersă. Ulterior a devenit depozit de alimente. Mai existau și alte turnuri spre vest, sud și nord, acesta din urmă prăbușindu-se în 1914.

## Imagini din exterior

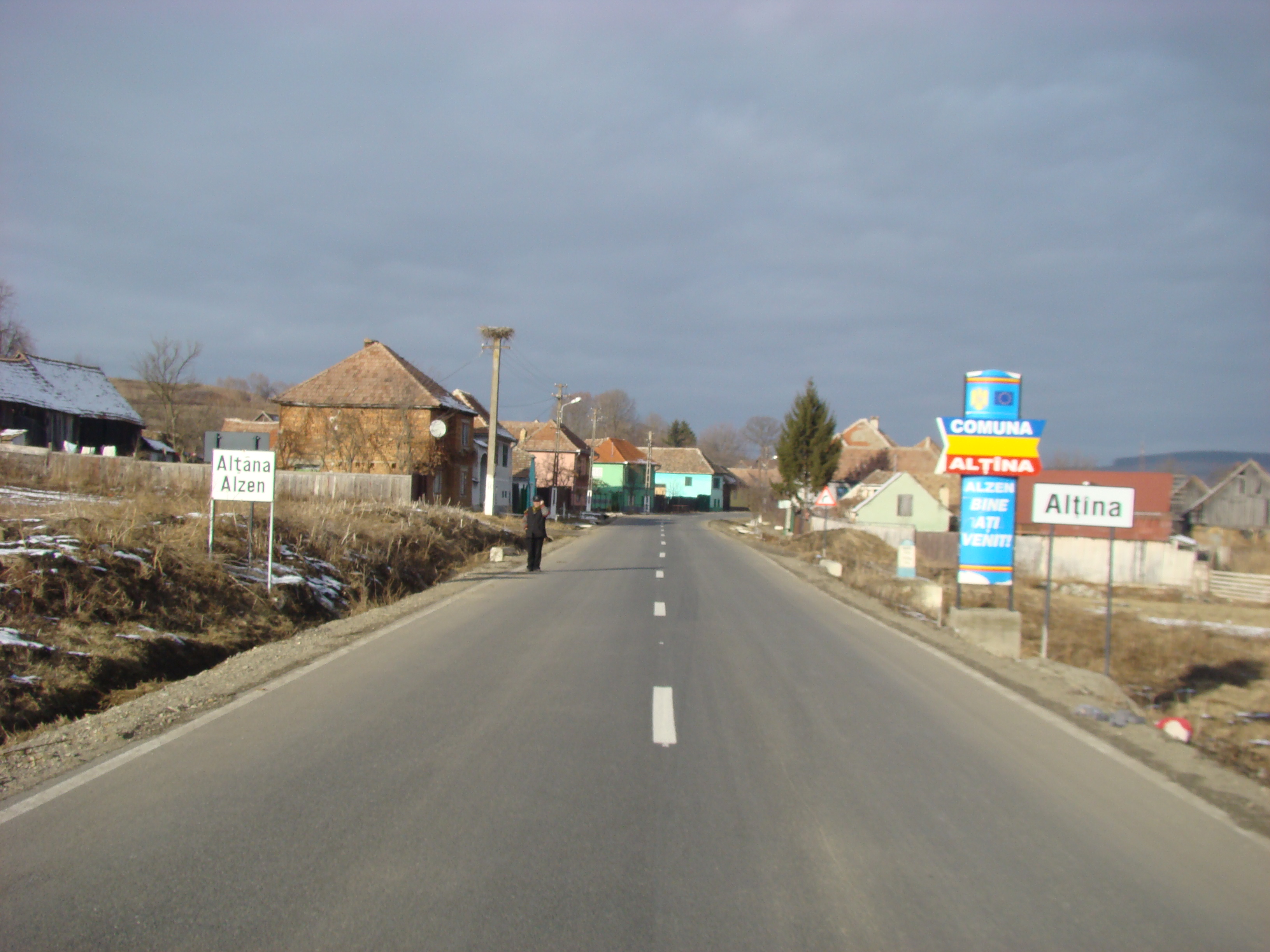
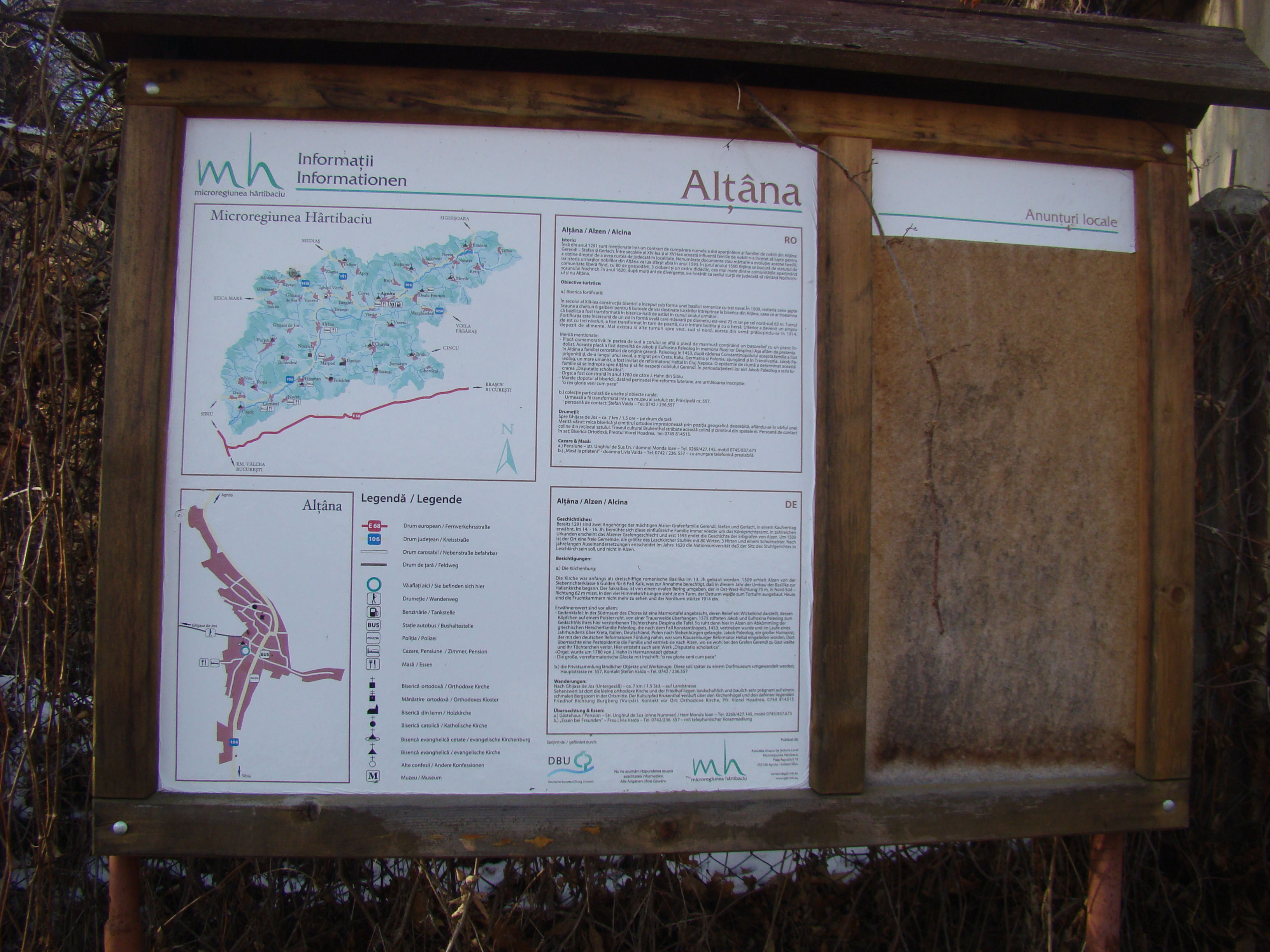
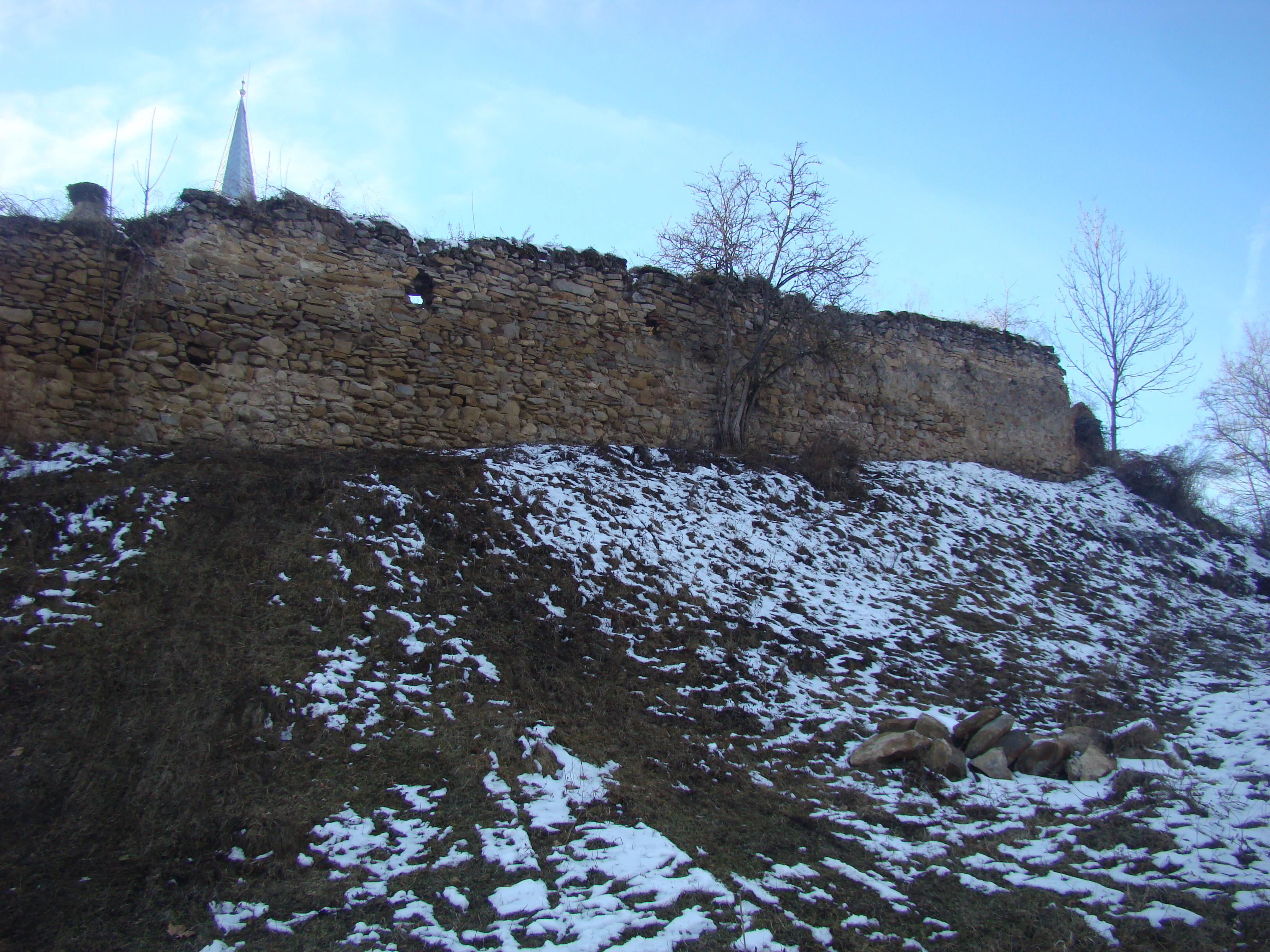
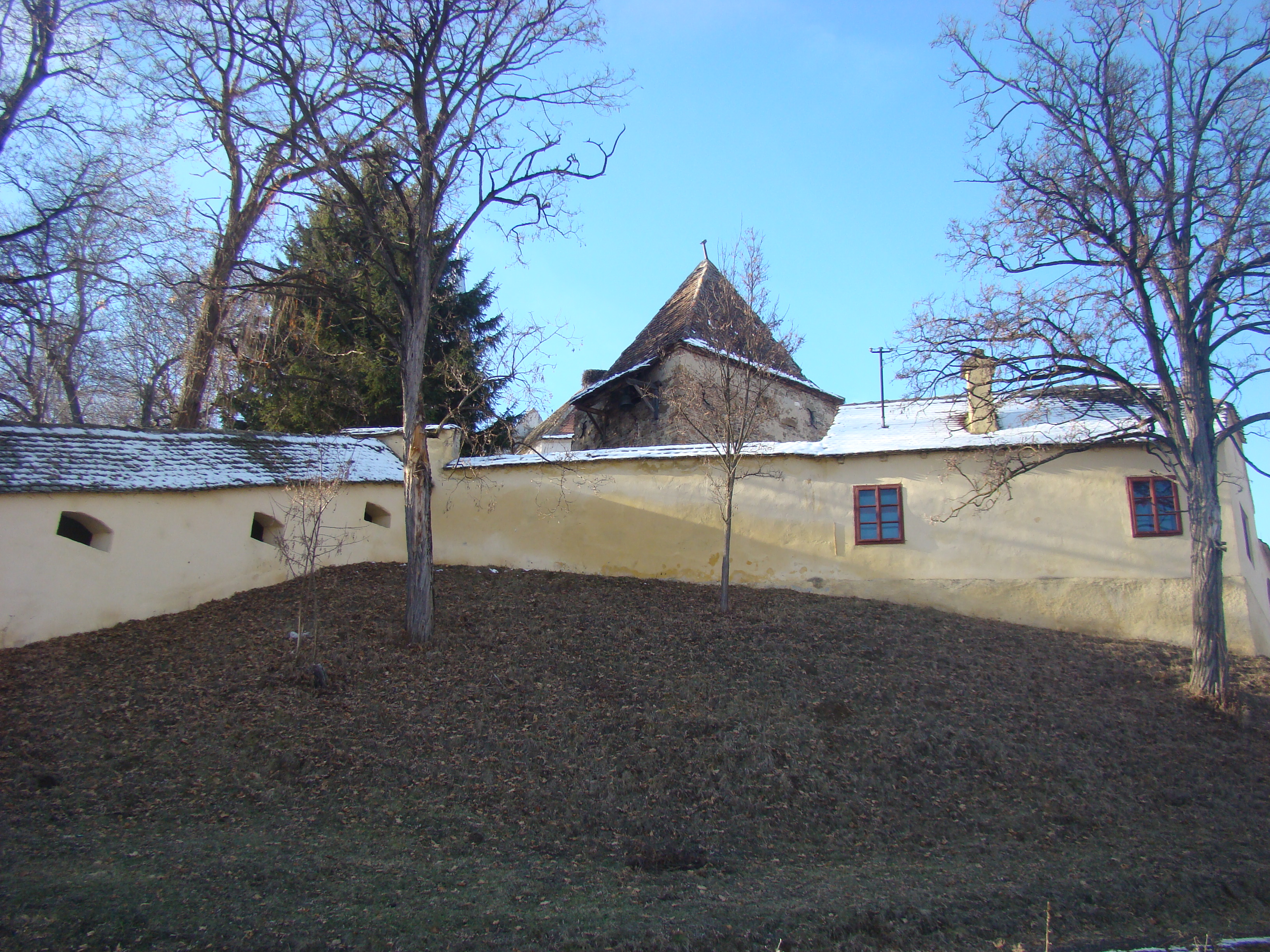
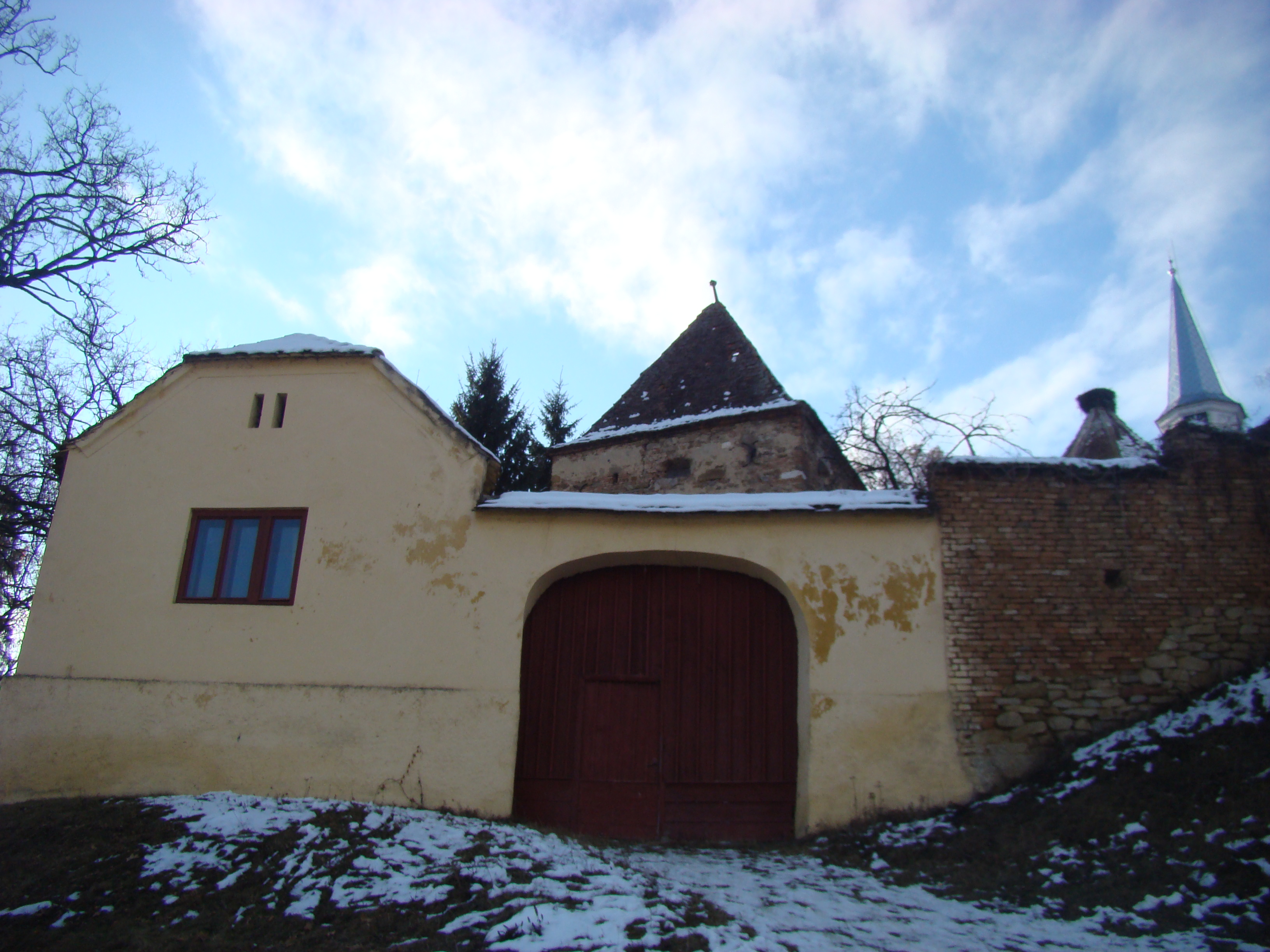
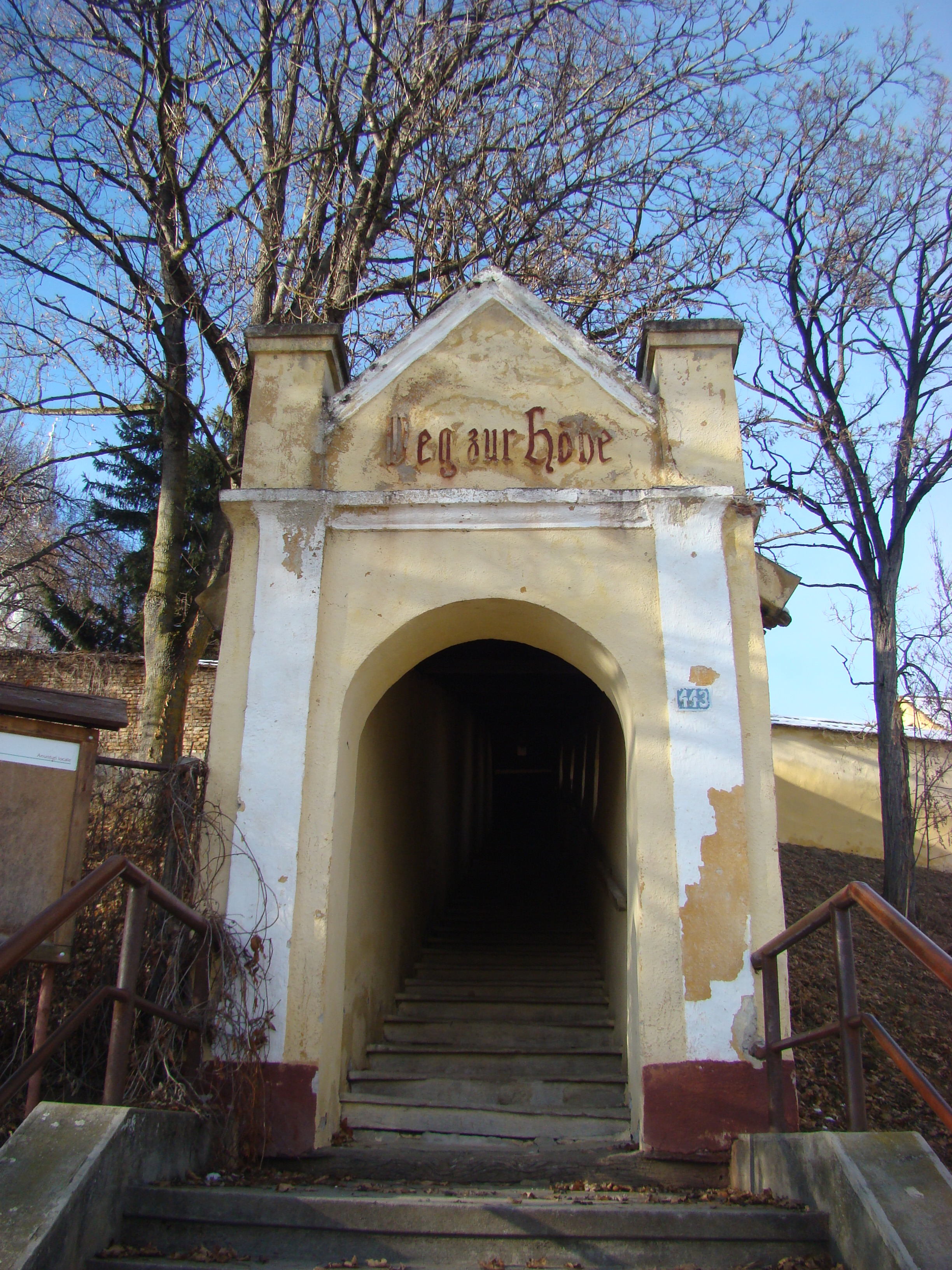
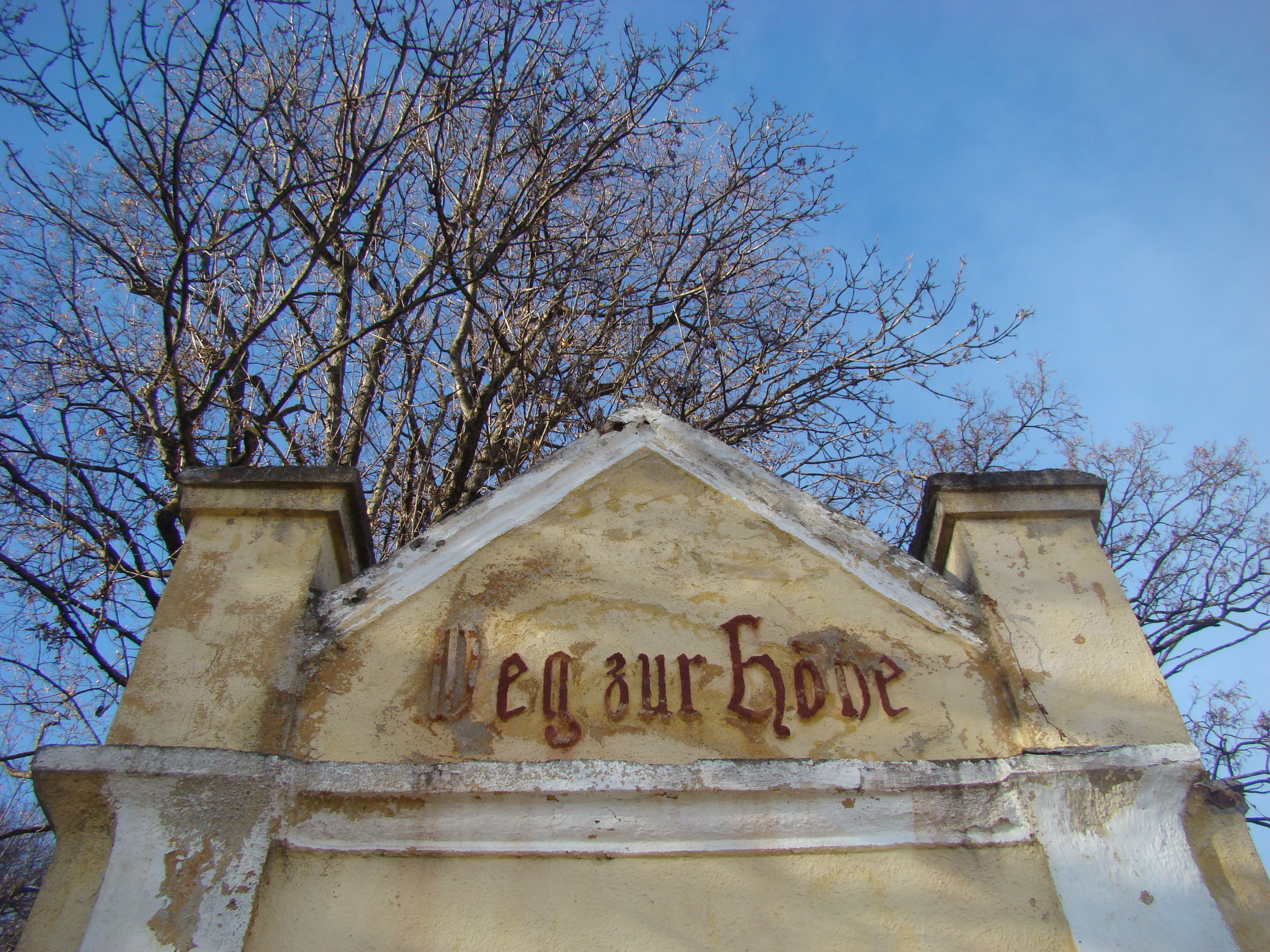
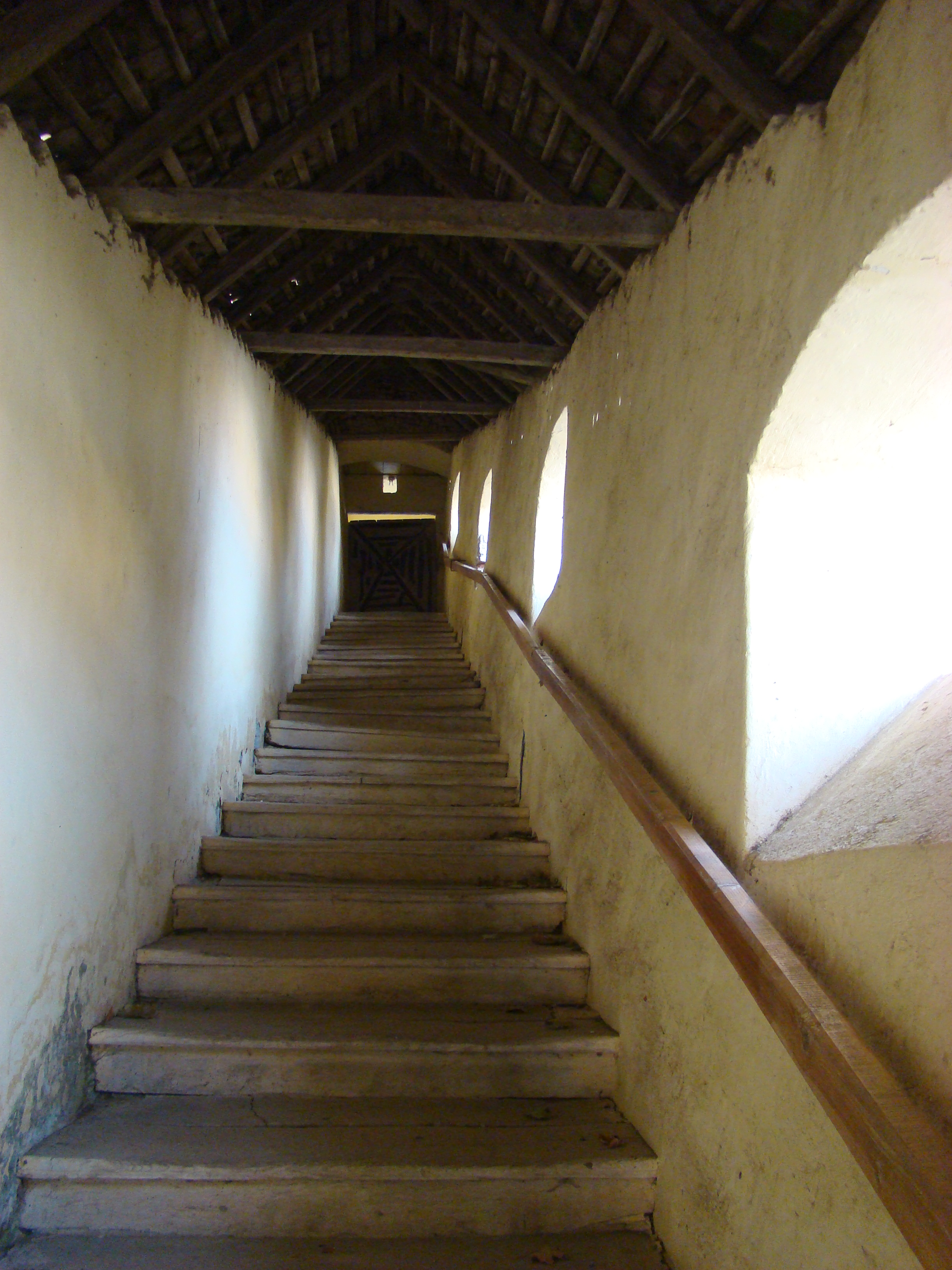
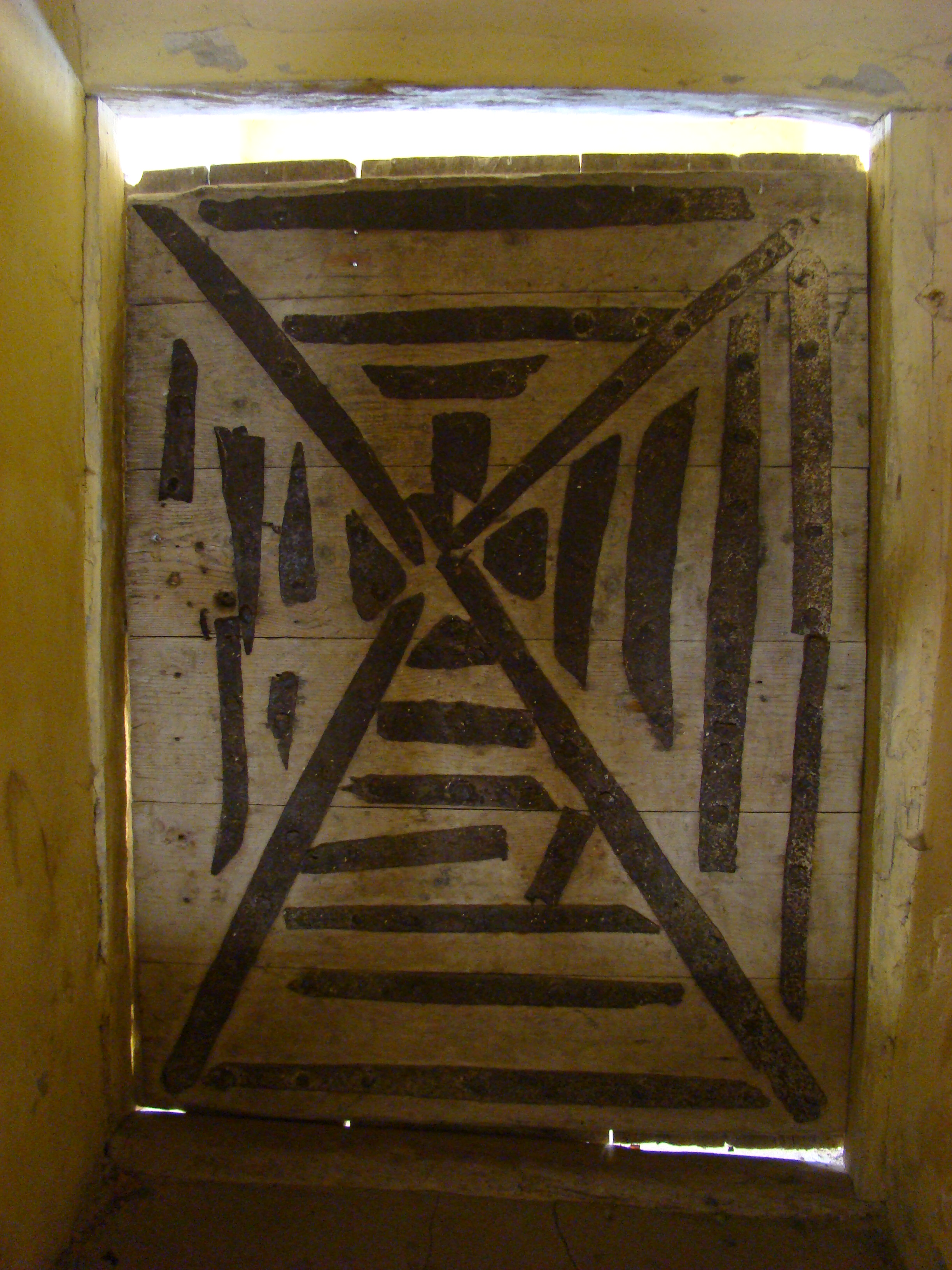
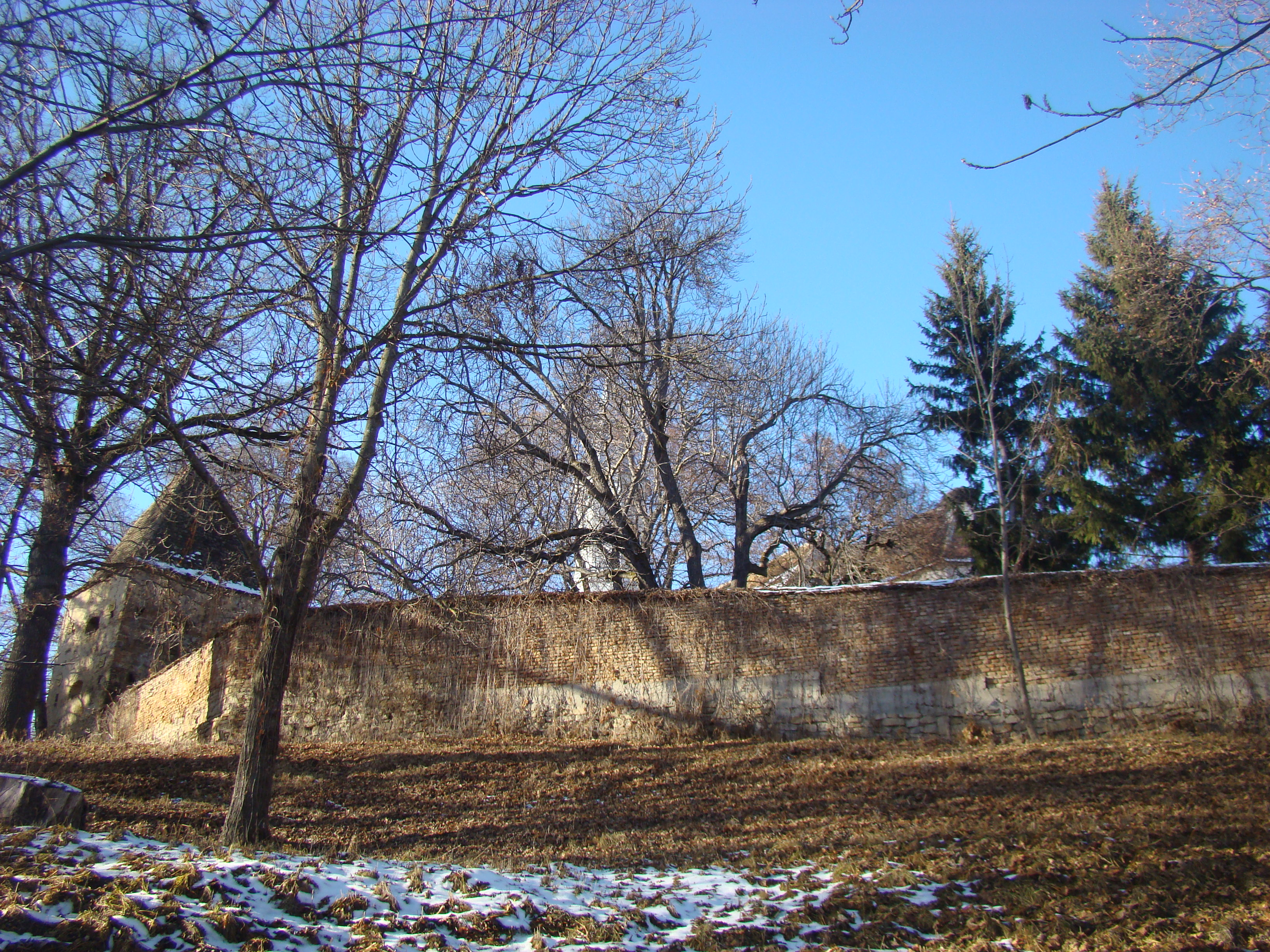
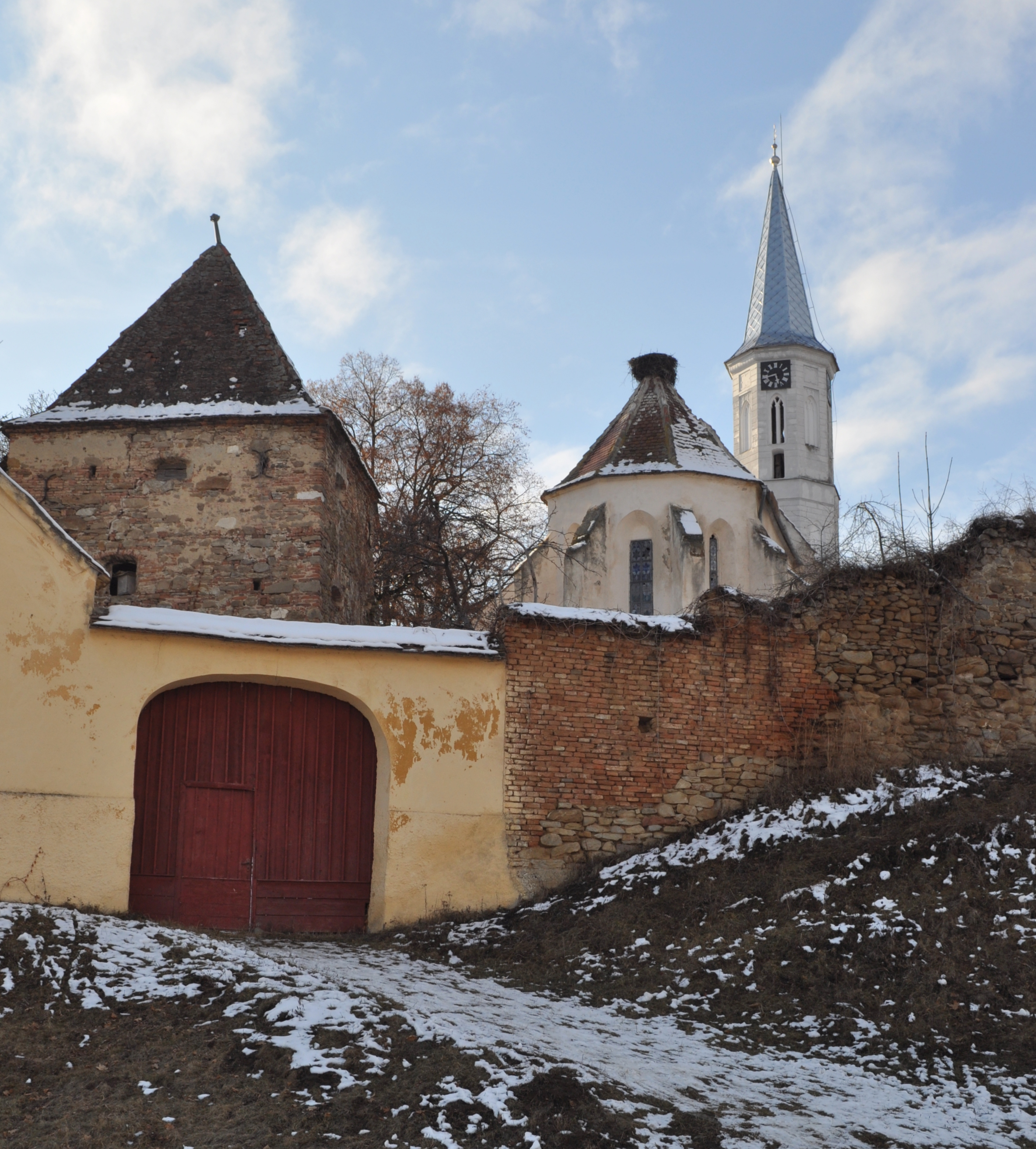